# Max Haberich
Max Haberich (* 29. April 1984 in Philadelphia, USA) ist ein deutscher Autor, Satiriker und Literaturwissenschaftler.

## Werdegang
Haberich wuchs in München auf. Er studierte Geschichte, Kunstgeschichte und Neuere deutsche Literatur in York, Aix-en-Provence und Tübingen. 2013 promovierte er über die deutsch-jüdische Identität von Arthur Schnitzler und Jakob Wassermann an der Universität Cambridge.
Seit 2014 lebt Haberich in Wien, wo er den Autorenkreis Jung Wien ’14 ins Leben rief. Er ist Mitglied des österreichischen P.E.N. und hat in verschiedenen literarischen und wissenschaftlichen Fachzeitschriften sowie in mehreren Anthologien und Sammelbänden publiziert. Er veröffentlichte 2017 die Biographie Arthur Schnitzler. Anatom des Fin-de-Siècle (Kremayr & Scheriau). 2019 erschien Am Abhang der Wind. Erzählungen und Satiren (Löcker). Bei Audiamo wurden die Hörbücher Quer durch die Welt. Erzählungen sowie Heilsame Stromstöße. Satiren veröffentlicht. Im September 2021 gründete Haberich den Kurzgeschichtenverlag  Brot und Spiele.
2022 kam das zynische Wörterbuch Diabolische Definitionen und 2023 Kurt Nagler – Agent 049 heraus. 2025 erscheint der erste Teil der Baltenried-Pentalogie, einer deutsch-österreichischen Familiengeschichte von 1848 bis 1990, Geist und Klinge. Fortgesetzt wird die Reihe in Geist und Klinge II & III, Glanz und Schatten (Teil IV) sowie Ruinen und Revolution (Teil V).

### Werke
- Arthur Schnitzler. Anatom des Fin-de-Siècle (Wien: Kremayr&Scheriau, 2017).
- Am Abhang der Wind. Edition PEN (Wien: Löcker, 2019).
- Glanz und Schatten (Wien: Löcker, 2022).
- Quer durch die Welt. Erzählungen (Wien: Audiamo, 2021).
- Heilsame Stromstöße. Satiren (Wien: Audiamo, 2021).
- Gendern? Nein, danke! Wurzeln und Auswirkungen der Gender-Ideologie. (Paderborn: IFB Verlag Deutsche Sprache, 2022).
- Diabolische Definitionen. Ein (sehr) zynisches Wörterbuch. (Wien: Brot und Spiele Verlag, 2022).
- Kurt Nagler - Agent 049. Im Auftrag des BND (Wien: Brot und Spiele Verlag, 2023).
- Weltmeisterkäse und andere Albernheiten (Wien: Brot und Spiele Verlag, 2024).
- Ruinen und Revolution (Wien: Brot und Spiele Verlag, 2024).
- Geist und Klinge. Zweites und drittes Buch (Wien: Brot und Spiele Verlag, 2025).
- Geist und Klinge. Erstes Buch (Wien: Brot und Spiele Verlag, 2025).